# Emil Hallgren
Carl Emil Georg Hallgren, född 1 november 1839 i Stockholm, död 20 augusti 1894 i Stockholm, var en svensk målare, tecknare och ämbetsman.
Hallgren, som var kanslisekreterare i Lantförsvarsdepartementet, var son till bergsrådet Jonas Adolf Hallgren och Kristina Lovisa Strömbom. Hallgren studerade vid Konstakademien i Stockholm 1857–1860 och 1863–1866. Han medverkade ett flertal gånger i akademiens utställningar och med Stockholms konstförening. Hans konst består av landskap med motiv från Stockholmstrakten samt figurkompositioner i akvarell och karikatyrteckningar. Han utgav under signaturen Eskil ett tiotal häften med kulturhistoriskt intressanta teckningar. Hallgren är representerad vid Kungliga biblioteket, Kalmar konstmuseum, Norrköpings konstmuseum  och Nationalmuseum i Stockholm. Han är begravd på Norra begravningsplatsen utanför Stockholm.